# Société belge des auteurs, compositeurs et éditeurs
La Société belge des auteurs, compositeurs et éditeurs (SABAM, d'après le nom Société d’auteurs belge – Belgische auteurs maatschappij) est une des sociétés belges de gestion des droits d'auteur pluridisciplinaire et privée. Elle a pour objet la perception, la répartition, l'administration et la gestion (dans le sens le plus large du terme) de tous les droits d'auteur de ses membres en Belgique et dans les autres pays où sont conclus des contrats de réciprocité (avec ses sociétés sœurs, c'est-à-dire, avec les autres sociétés de gestion collective de par le monde).
En 2015, la SABAM comptait 40 515 auteurs, compositeurs et éditeurs affiliés. Contrairement à d'autres sociétés de gestion de droits, la SABAM ne représente pas que des musiciens, mais aussi des compositeurs, des paroliers, des éditeurs, des auteurs dramatiques, des scénaristes, des dialoguistes, des photographes, des auteurs de sous-titres, des réalisateurs, des traducteurs, des romanciers, des poètes, sculpteurs, des peintres, des dessinateurs et des chorégraphes.

## Histoire
La SABAM fut créée en 1922 à l'initiative du compositeur Emiel Hullebroeck (nl) sous le nom NAVEA. Son nom actuel fut adopté en 1945.

## Procédures
Un créateur n'est pas obligé de s'affilier à la SABAM pour protéger ses œuvres, la loi le protège automatiquement (loi sur la propriété intellectuelle). Le créateur s'affilie à la SABAM pour lui donner la gestion de ses droits, c'est-à-dire la possibilité de percevoir en son nom pour l'utilisation publique de ses œuvres.
Une fois le créateur affilié, il déclare à la SABAM l'ensemble de ses œuvres. Les œuvres sont documentées dans sa base de données et constituent le répertoire de la SABAM. Celui-ci est également constitué des œuvres déclarées auprès des sociétés étrangères. La qualité de cette documentation est cruciale pour le bon fonctionnement de la SABAM ; c'est elle qui permet de percevoir à juste titre lors de toute exécution publique d'une œuvre documentée et, par conséquent, de répartir correctement.
Il y a deux façons de percevoir le droit d'auteur : les perceptions individuelles et les perceptions collectives. On parle de perceptions individuelles quand on connaît à l'avance les œuvres jouées et leurs ayants droit (c’est-à-dire les auteurs, éditeurs, héritiers). Le montant perçu est connu à l'avance et, par conséquent, le montant à répartir aussi.
Il y a des perceptions collectives quand on ne connaît pas à l'avance les œuvres jouées et les personnes pour lesquelles la répartition est réalisée. Ces perceptions s'effectuent auprès des médias, des restaurants, des commerces, des cafés…
Les répartitions découlent des perceptions. Elles sont également de deux ordres : les répartitions individuelles et les répartitions collectives.
Les droits d'auteur ayant fait l'objet d'une perception (individuelle ou collective) sont répartis :
- selon des clefs de répartition préfixées par les ayants droit (lors de la déclaration de leurs œuvres) ;
- selon des critères fixés par le Règlement général de la SABAM et approuvés par l'Assemblée générale des membres ;
- dans des délais qui varient selon le type de droit à répartir (calendrier des répartitions)

## Critiques
La SABAM a été critiquée par des organisateurs de festivals pour la perception de sommes jugées indues et pour ses conditions de perception, jugées peu claires. Des artistes ont critiqué la société pour les retards de paiement (la SABAM avait, en 2010, une dette de 200 millions € envers ses artistes affiliés).
D'autres critiques ont pointé des perceptions de droits jugées abusives ou injustes, par exemple auprès de bibliothèques qui lisent des livres aux jeunes enfants,,, ou pour la musique diffusée dans des taxis.
La répartition collective des droits est aussi jugée inégalitaire par de nombreux artistes et organisateurs d'évènements,.